# Ильин, Сергей Игоревич
Серге́й И́горевич Ильи́н (род. 27 февраля 1988, Пушкин) — российский режиссёр кино, сценарист и продюсер.

## Биография
Родился 27 февраля 1988 года в городе Пушкин. Выпускник факультета журналистики СПбГУ, также окончил режиссёрские курсы Алексея Попогребского и Бориса Хлебникова в Московской школе кино.
Капитан команды КВН «Факультет Журналистики», в которой совместно с Ириной Чесноковой, Александрой Кузнецовой и другими выступал с 2006 по 2013 год. Серебряный медалист Премьер-Лиги КВН 2011, вице-чемпион Высшей Лиги КВН 2012.
С 2010 года — сценарист на телевидении. Работал на проектах «Голос», «Лучше Всех», «Минута Славы», «Удивительные Люди», «Форт Боярд», «Ну-ка, все вместе!», «Стена», «Большие Гонки». Сценарист премий RUTV, МузТВ, ТЭФИ.
С 2018 года — креативный продюсер творческого объединения Gazgolder. Создатель форматов Gazlive и Музыкалити. Автор идеи и продюсер трибьют-альбома «Поколение Брат».
Номинант кинопремии «Ника 2024» в номинациях «Лучшая сценарная работа» и «Открытие года».

## Театральные работы
С 2018 по 2021 год — продюсер и актёр пластической труппы «Аппарат.театр». Участники фестиваля независимого театра NONAME.

## Подкастер и публичный спикер
Совместно с Павлом Осовцовым ведет подкаст «Безотцовщина», где два поколения мужчин обсуждают вечные вопросы. Гостями подкаста были Дима Зицер, Борис Хлебников, Евгений Кафельников, Павел Каплевич, Александр Подрабинек и другие. Подкаст попал в топы прослушиваний в своей категории и был отмечен редакциями платформ Яндекс Музыка и Apple Podcasts. Второй сезон «Безотцовщины» вышел спустя два года, гостями подкаста стали Симон Мацкеплишвили, священник Фёдор Бородин, Роберт Гараев, Владимир Молчанов и Александр Колмановский.
Также вёл подкаст «Слушай, Серёж», где Сергей Ильин и музыкальный редактор «Вечернего Урганта» Сергей Мудрик каждую неделю обсуждали новые отечественные релизы на русском языке — от рингтон-панка до пермского евродэнса.
Официальный спикер конференции TEDx — в 2022 году выступил в Петербургском политехе с темой «Пробуем взрослеть».
Спикер конференции поТолкуем — в 2023 году выступил в Москве с темой «Зачем творчеству боль».

## Фильмография
- «Болит. Балет» — проект документальной хореографии[17], автор идеи, режиссёр и продюсер[18]. Победитель фестиваля «Unknown Film Festival».[19] Номинант премии Choreoscope.[20]

- «Я богиня» — исполнитель одной из главных ролей[21].

- «Страсти по Матвею» — режиссёр и автор сценария. Лирическая комедия про выбор между правилами и любовью. Победитель фестиваля онлайн-кинотеатров «Новый сезон» в номинациях «Лучший фильм», «Лучшая актриса», «Лучший актёр»[22]. Номинант премий «Золотой Орел»[23] и «АПКиТ»[24], «Ника».[25]

- «Личная коллекция» — Режиссёр. Киноарт-проект от PREMIER и Пушкинского музея. [26][27][28]